# حبيب الوطيان
حبيب ياسين الوطيان هو لاعب كرة قدم سعودي من مواليد 8 أغسطس 1996 في الأحساء، السعودية يلعب سابقًا في نادي الهلال. وحاليًا في نادي الفتح

## مسيرة اللاعب
لعب لنادي الفتح منذ انضمامه للفئات السنية للنادي في سن الخامسة عشرة في عام 2012.و حتى انتقاله إلى نادي الهلال في 20 أكتوبر 2020، وتوقيعه عقدًا لمدة 5 سنوات. و أعير إلى نادي الحزم مطلع عام 2022.

## وصلات خارجية
- حبيب الوطيان على موقع قاعدة بيانات كرة القدم.إي يو (الإنجليزية)
- حبيب الوطيان على موقع Soccerway.com (الإنجليزية)